# ستيفن ريتشاردسون
ستيفن ريتشاردسون (بالإنجليزية: Steven Richardson)‏ هو لاعب غولف بريطاني، ولد في 24 يوليو 1966 في ونزر في المملكة المتحدة.

## وصلات خارجية
- ستيفن ريتشاردسون على موقع رابطة أوروبا للاعبي الغولف المحترفين (الإنجليزية)
- ستيفن ريتشاردسون على موقع رابطة اليابان للاعبي الغولف المحترفين (الإنجليزية)
- ستيفن ريتشاردسون على موقع التصنيف العالمي الرسمي للغولف (الإنجليزية)